# Mystichlora
Mystichlora là một chi bướm đêm thuộc họ Geometridae.